# Biharamulo (Distrikt)
Biharamulo ist ein Distrikt im Nordwesten von Tansania in der Region Kagera. Das Verwaltungszentrum ist in der gleichnamigen Stadt Biharamulo. Der Distrikt grenzt im Norden an die Distrikte Karagwe und Muleba, im Osten an die Region Geita, im Süden an die Region Kigoma und im Westen an den Distrikt Ngara.

## Geographie
Biharamulo hat eine Fläche von 5627 Quadratkilometer und 457.114 Einwohner (Volkszählung 2022). Es grenzt im Norden an den Burigisee und liegt in einer Höhe zwischen 1200 und 1650 Meter über dem Meer. Das Land ist eine flache, gewellte Ebene mit einigen Hügeln.  Das Klima in Biharamulo ist tropisch, Aw nach der effektiven Klimaklassifikation. Die Niederschläge liegen zwischen 700 und 1000 Millimeter im Jahr und fallen überwiegend in der Zeit von Oktober bis Mai, die Monate Juni, Juli und August sind sehr trocken. Die Durchschnittstemperatur liegt bei 27 Grad Celsius.

## Geschichte
Der Distrikt Biharamulo wurde im Jahr 1983 eingerichtet. Im Jahr 2007 wurde der Distrikt Chato abgespalten, er gehört seit 2012 zur Region Geita.

## Verwaltungsgliederung
Biharamulo ist in zwei Divisionen und 17 Bezirke (Wards) gegliedert.
| Bezirk (Ward)    | Einwohner 2002 | Einwohner 2012 | Einwohner 2022 |
| ---------------- | -------------- | -------------- | -------------- |
| Biharamulo Mjini | -              | 24.573         | 27.432         |
| Bisibo           | -              | 14.694         | 18.948         |
| Ruziba           | -              | 12.090         | 14.066         |
| Nyamahanga       | -              | 10.760         | 13.273         |
| Nyarubungo       | 21.563         | 28.426         | 16.475         |
| Lusahunga        | 18.246         | 37.234         | 76.997         |
| Kalenge          | 19.777         | 34.147         | 24.420         |
| Nyanza           | 9.889          | 17.074         | 17.570         |
| Kaniha           | -              | 19.525         | 23.230         |
| Nyankatara       | -              | 16.370         | 20.812         |
| Nemba            | -              | 20.189         | 28.189         |
| Nyabusozi        | 16.542         | 23.988         | 27.786         |
| Nyamigogo        | 11.852         | 15.583         | 18.610         |
| Kabindi          | -              | 25.312         | 35.733         |
| Runazi           | -              | 14.472         | 20.517         |
| Katahoka         | 10.781         | 14.213         | 14.573         |
| Nyakuhura        | 18.565         | 26.123         | 58.483         |

| Die Einwohnerzahl sank von 209.279 bei der Volkszählung im Jahr 1988 auf 159.055 im Jahr 2002. Dann stieg sie im Durchschnitt jährlich um 7,1 Prozent auf 323.486 im Jahr 2012. Dies entspricht einer Verdopplungszeit von weniger als zehn Jahren. Von den über Fünfjährigen sprach fast die Hälfte Swahili, etwa sechs Prozent sprachen Swahili und Englisch und fast die Hälfte waren Analphabeten (Stand 2012). Im Jahr 2022 lebten 457.114 Menschen in 87.733 Haushalten. | Hier fehlt eine Grafik, die leider im Moment aus technischen Gründen nicht angezeigt werden kann. Wir arbeiten daran! |

- Bildung: Im Distrikt befinden sich 88 Grundschulen und 20 weiterführende Schulen.[1]
- Gesundheit: Für die medizinische Versorgung der Bevölkerung gibt es ein Krankenhaus, fünf Gesundheitszentren und 24 Apotheken.[1]

| Nach der nationalen Haushaltsumfrage von 2011/2012 ist Biharamulo der zweitärmste Distrikt in Tansania. Rund 93 Prozent der Bevölkerung sind mit Ackerbau und Viehzucht beschäftigt und fünf Prozent leben von Gewerbe und Handel. - Landwirtschaft: Für den Eigenbedarf werden überwiegend Mais (jährlich 30.000 Tonnen), Reis, Bananen (38.000 Tonnen) und Maniok (388.000 Tonnen) angebaut, für den Verkauf auch Baumwolle (347 Tonnen), Tabak, Kaffee (128 Tonnen) und Sonnenblumen (169 Tonnen). Über die Hälfte der Haushalte besitzt Haustiere. Überwiegend werden Hühner, Ziegen und Rinder gehalten. - Bergbau: Die staatliche Firma STAMICO baut Gold in Mavota ab. - Straßen: Der Distrikt hat gute Straßenverbindungen. Von der Distrikthauptstadt führen drei asphaltierte Nationalstraßen weg. Die T4 nach Norden zur Regionshauptstadt Bukoba und nach Osten bis Geita und Mwanza und die T3 in südlicher Richtung nach Lusahunga. Dort trifft diese auf die ebenfalls asphaltierten Nationalstraße von Shinyanga nach Burundi und Ruanda. Von dieser zweigt bei Nyakanazi die nicht asphaltierte Nationalstraße nach Kigoma ab. | Hier fehlt eine Grafik, die leider im Moment aus technischen Gründen nicht angezeigt werden kann. Wir arbeiten daran! |

## Politik
Im Distrikt wird  alle 5 Jahre ein Distriktrat (District council) bestehend aus 24 Ratsmitgliedern gewählt. Bei der Wahl im Jahr 2020 entfielen alle Sitze auf die „Partei der Revolution“ (CCM), Vorsitzender wurde Leo Methew Rushahu.

## Sehenswürdigkeiten
- Burigi-Chato-Nationalpark: Dieser 4700 Quadratkilometer große Nationalpark wurde im Jahr 2019 eingerichtet.[19] In ihm leben neben Elefanten, Büffeln, Löwen, Leoparden, Zebras und Giraffen auch die seltene Elenantilope.[20][5]
- Biharamulo-Waldreservat: Dieses 135.000 Hektar große Waldreservat wurde im Jahr 1954 eingerichtet. Es besteht hauptsächlich aus Miombo-Wäldern, beinhaltet aber auch vielfältige andere Bäume. Intensive Nutzung zur Gewinnung von Holzkohle und Feuerholz, Überweidung und Bergbau führten zu einem starken Rückgang der Waldflächen. Im Jahr 2017 wurden 446 Hektar mit der Karibischen Kiefer (Pinus caribaea) neu bepflanzt.[21]

## Sonstiges
- Biharamulo ist Sitz eines anglikanischen Bischofs.[22]
- Im Jahr 2014 starteten die Technische Universität Graz und die Universität Graz ein Projekt zum Aufbau eines landwirtschaftlichen Weiterbildungszentrum.[23][24]